# Peristylus orbicularis
Peristylus orbicularis är en orkidéart som först beskrevs av Joseph Dalton Hooker, och fick sitt nu gällande namn av Agrawala, H.J.Chowdhery och S.Choudhury. Peristylus orbicularis ingår i släktet Peristylus och familjen orkidéer. Inga underarter finns listade i Catalogue of Life.